# Johann Joachim Becher
Johann Joachim Becher (Speyer, 6 de maio de 1635 — Londres, outubro de 1682) foi um médico, alquimista, precursor da química, estudioso e aventureiro alemão, mais conhecido por seu desenvolvimento da teoria do flogístico da combustão, e seu avanço do cameralismo austríaco.

## Biografia
Becher foi filho de um pastor protestante e antes professor em Estrasburgo. Ao que consta, não concluiu um curso universitário, e seu pai faleceu antes de lhe transmitir seus conhecimentos; mas Becher lia avidamente e adquiriu como autodidata vastos conhecimentos, não só químicos, mas em muitas outras áreas, chegando a dominar dez idiomas. Longas viagens pela França, Itália, Países Baixos e Suécia contribuíram para ampliar sua formação.
Entre 1660 e 1661 estudou medicina na universidade de Mainz, onde mais tarde, de 1663 a 1664, foi professor. As más línguas dizem que obteve título e cátedra graças ao patrocínio do Arcebispo-Eleitor de Mainz e a seu casamento com  a filha do conselheiro Wilhelm von Hornick (para o que se converteu inclusive ao catolicismo). Foi médico e conselheiro, sucessivamente, de Johann Philipp o Sábio, Arcebispo de Mainz, de 1657 a 1664, do Duque da Baviera em Munique (1664/1670) e da corte imperial em Viena (1670/1678).
Intrigas levaram ao seu rompimento com o imperador Leopoldo I, e Becher refugiou-se na Holanda e depois fixou-se na Inglaterra, onde trabalhou para o príncipe Roberto, do Reno (1619-1692), sobrinho do rei Carlos I (1600-1649). Morreu pobre em Londres, em 1682, depois de se converter novamente ao protestantismo, e está sepultado na Igreja de St.James in the Fields.

## Obra
Suas obras são, além do famoso "Physica Subterranea"(1669), o "Chymiches Laboratorium"(1680), "Chymischer Glückshafen oder grosse chymische Concordantz und Collection von 1500 chymischen Processen"(1682) e "Tripus hermetica, pandens oracula chymica"(obra póstuma, 1689).
Na economia, devem-se-lhe diversos empreendimentos, considerado um dos criadores da Tecnologia Química, ativo principalmente em Viena e na Baviera. De certa forma uma atividade econômica é a proposta que Becher fez ao governo da Baviera de criar uma "Companhia das Índias Ocidentais", filiada à Companhia Holandesa das Índias Ocidentais, para colonizar terras  herdadas pelo Conde de Hanau na América do Sul. A ideia não saiu do papel, embora a atividade colonizadora por parte de pequenos países do século XVII existia.
Elaborou em 1661 para o arcebispo-eleitor de Mainz (que ofereceu alta recompensa, nunca paga) um "idioma universal" com dez mil palavras, talvez o mais remoto antecessor do esperanto.

### Contribuições na Química
- Em 1669, descobriu o gás eteno (Etileno), pela desidratação do álcool em meio ácido e a quente.

No mesmo experimento, observou  e isolou em grandes quantidades, um subproduto: era o Éter etílico (Éter sulfúrico ou simplesmente Éter, o Éter comum), substância já conhecida desde os tempos dos Alquimistas Árabes e Bizantinos e hoje usada extensamente como solvente e preparada industrialmente por basicamente o mesmo processo, porém variando o ácido usado na desidratação. Becher usou Ácido sulfúrico, enquanto a indústria usa Alumina ácida.
- Atribuiu-se a Becher a descoberta em 1665 do alcatrão de hulha, mais tarde uma pedra basilar da Química Orgânica.

- Descobriu a possibilidade de obtenção de álcool a partir de batatas (Becher introduziu a batata na Alemanha, como alternativa de alimentação para os menos favorecidos).

- Descobriu que a fermentação necessita de "substâncias doces".

- Em sua obra máxima, "Physica subterranea", foi um dos primeiros, senão o primeiro, a intuir que o interior da Terra é formado por um Magma incandescente.

#### Teoria da Matéria e o Flogistico
Sua obra fundamental é a sua proposta para uma teoria unificadora da Química, baseada nas suas teorias sobre combustão, expressas em "Physica Subterranea", onde Becher destaca grandes temas da "filosofia química":
- a interpretação alquímica da Criação;
- a identificação da Criação com um processo cíclico; e
- a ideia do surgimento espontâneo da vida vegetal e animal (ideias já analisadas por Paracelso).

Na sua teoria da matéria, as substâncias são constituídas por ar, água e terra, dividindo a última em três categorias: Terra Vitrificável (sal); Terra Mercurial (mercúrio) e Terra Combustível (enxofre = terra pinguis).
De certa forma Becher parte do conceito paracelsiano dos tria prima, porém admite que esse conceito não se sustenta diante dos fatos empíricos observados; e com relação a esses fatos verificou que a maioria das substâncias que queimam não contém enxofre, substituindo-o então pela terra pinguis, como principio da inflamabilidade. Portanto, a proposta desta terra pinguis derivou-se de uma dedução tirada de fatos empíricos, e para Becher a terra pinguis, que ele chamou mais tarde de flogistico ( do grego, significando "inflamar-se") não é uma ideia mas uma espécie química, com peso e propriedades definidas.
Becher elaborou uma teoria da matéria, concebeu uma explicação para uma propriedade da combustibilidade, mas seu caráter irrequieto e possivelmente a falta de uma bagagem filosófica profunda impediram-no de formular uma teoria abrangente. Seu continuador nesse sentido foi Georg Ernst Stahl, que viu nas ideias de Becher um ponto de partida para elaborar uma teoria unificadora da Química, a teoria do flogisto.